# Clostridium sphenoides
Il Clostridium sphenoides è una specie di batterio appartenente alla famiglia delle Clostridiaceae.